# 多格克羅辛 (喬治亞州)
多格克羅辛（英語：Dog Crossing）是位於美國喬治亞州阿普森縣的一個人口普查指定地區。

## 地理
多格克羅辛的座標為32°58′53″N 84°15′41″W / 32.98139°N 84.26139°W，而該地最高點為海拔高度231米（即758英尺）。

## 人口
根據2010年美國人口普查的數據，多格克羅辛的面積為5.00平方千米，當中陸地面積為5.00平方千米，而水域面積為5.00平方千米。當地共有人口500人，而人口密度為每平方千米100人。